# Olímpico Pirambu Futebol Clube
L'Olímpico Pirambu Futebol Clube, noto anche semplicemente come Pirambu, è una società calcistica brasiliana con sede nella città di Pirambu, nello stato del Sergipe.

## Storia
Il club è stato fondato il 4 settembre 1931, ad Aracaju, come Siqueira Campos Futebol Clube. La squadra ha cambiato nome in Olímpico Futebol Clube nel 1939. Nel 1996, la squadra si è trasferita nella città di Itabi per problemi finanziari, trasferendosi a Carmópolis l'anno successivo e a Lagarto nello stesso anno. La squadra alla fine decise di trasferirsi definitivamente a Pirambu nel 2005, cambiando nome in Olímpico Pirambu Futebol Clube. Il Pirambu ha vinto il Campeonato Sergipano Série A2 nel 2005, e il Campionato Sergipano nel 2006. Ha partecipato al Campeonato Brasileiro Série C nel 2006, dove è stato eliminato alla prima fase, e alla Coppa del Brasile nel 2007, dove è stato eliminato al primo turno dal Corinthians.

## Palmarès

### Competizioni statali
- Campionato Sergipano: 3

1946, 1947, 2006
- Campeonato Sergipano Série A2: 3

1985, 1987, 2005